# Urodziny babci
Urodziny babci (ros. День рождения бабушки, Dień rożdienija babuszki) – radziecki krótkometrażowy film animowany z 1981 roku w reżyserii Władimira Arbiekowa. Scenariusz napisał Witalij Złotnikow.

## Animatorzy
Iosif Kurojan, Wioletta Kolesnikowa, Antonina Aleszina, Władimir Szewczenko, Władimir Zarubin